# Lijst van voetbalinterlands Montenegro - Zweden
Deze lijst van voetbalinterlands is een overzicht van alle officiële voetbalwedstrijden tussen de nationale teams van Montenegro en Zweden. De landen hebben tot op heden drie keer tegen elkaar gespeeld. De eerste ontmoeting was een vriendschappelijk duel op 12 september 2007 in Podgorica. Het laatste duel, een kwalificatiewedstrijd voor het Europees kampioenschap voetbal 2016, vond plaats in Solna op 14 juni 2015.

## Wedstrijden
| № | Plaats    | Datum             | Competitie           | Wedstrijd           | Uitslag |
| - | --------- | ----------------- | -------------------- | ------------------- | ------- |
| 1 | Podgorica | 12 september 2007 | Vriendschappelijk    | Montenegro − Zweden | 1 − 2   |
| 2 | Podgorica | 15 november 2014  | EK 2016 kwalificatie | Montenegro − Zweden | 1 − 1   |
| 3 | Solna     | 14 juni 2015      | EK 2016 kwalificatie | Zweden − Montenegro | 3 − 1   |

## Samenvatting
| Competitie        | Totaal gespeeld | Winst Montenegro | Gelijk | Winst Zweden | Doelsaldo Montenegro – Zweden |
| ----------------- | --------------- | ---------------- | ------ | ------------ | ----------------------------- |
| EK-kwalificatie   | 2               | 0                | 1      | 1            | 2 − 4                         |
| Vriendschappelijk | 1               | 0                | 0      | 1            | 1 − 2                         |
| Totaal            | 3               | 0                | 1      | 2            | 3 − 6                         |

## Details

### Eerste ontmoeting
| Vriendschappelijk (Podgorica, Montenegro, 12 september 2007): |              | |
| Montenegro | 1 – 2        | Zweden |
| Mirko Vučinić 15' | goals        | 71' Markus Rosenberg 75' Rade Prica |
| Zoran Filipović | bondscoach   | Lars Lagerbäck |
| Vukašin Poleksić 46' Milan Jovanović 85' Savo Pavićević 77' Radoslav Batak Vlado Jeknić Milorad Peković Nikola Drinčić Branko Bošković 77' Dragan Bogavac 72' Igor Burzanović 80' Mirko Vučinić | opstellingen | 46' Andreas Isaksson 86' Mikael Nilsson Daniel Majstorović 46' Petter Hansson Erik Edman Daniel Andersson 82' Dusan Djuric 66' Kim Källström 66' Anders Svensson Rade Prica Markus Rosenberg |
| Darko Božović 46' Milan Purović 72' Risto Lakić 77' Vladimir Božović 77' Mitar Novaković 80' Luka Pejović 85'                                                                                   | wissels      | 46' Rami Shaaban 46' Andreas Granqvist 66' Tobias Linderoth 66' Andreas Johansson 82' Mikael Dorsin 86' Niclas Alexandersson                                                                 |
| Mirko Vučinić 15' Radoslav Batak 50' Risto Lakić 90+2' | gele kaarten | 34' Markus Rosenberg 43' Daniel Andersson 48' Kim Källström |
| - Debuut van Mitar Novaković, Dragan Bogavac, Darko Božović, Nikola Drinčić en Milorad Peković voor Montenegro.                                                                                 |              | |

### Tweede ontmoeting
| EK 2016 kwalificatie (scheidsrechter William Collum, Podgorica, 15 november 2014):                                                                                                  |              | |
| Montenegro | 1 – 1        | Zweden |
| Stevan Jovetić 80' (pen.) | goals        | 9' Zlatan Ibrahimović |
| Branislav Brnović | bondscoach   | Erik Hamrén |
| Mladen Božović Marko Baša Vladimir Božović 46' Elsad Zverotić Vladimir Volkov Žarko Tomašević 77' Stefan Savić Nikola Vukčević Dejan Damjanović 67' Stevan Jovetić Vladimir Jovović | opstellingen | Andreas Isaksson Andreas Granqvist Pierre Bengtsson Mikael Antonsson 46' Mikael Lustig Kim Källström Albin Ekdal Jimmy Durmaz 63' Emil Forsberg Zlatan Ibrahimović 86' Erkan Zengin |
| Marko Bakić 46' Fatos Bećiraj 67' Branislav Janković 77' | wissels      | 46' Oscar Wendt 63' Sebastian Larsson 86' Isaac Thelin |
| Marko Bakić 50' Marko Baša 73' | gele kaarten | 68' Albin Ekdal 87' Kim Källström |

### Derde ontmoeting
| EK 2016 kwalificatie (scheidsrechter Hüseyin Göçek, Solna, 14 juni 2015): |              | |
| Zweden | 3 – 1        | Montenegro |
| Marcus Berg 38' Zlatan Ibrahimović 40' Zlatan Ibrahimović 44' | goals        | 64' (pen.) Dejan Damjanović |
| Erik Hamrén | bondscoach   | Branislav Brnović |
| Andreas Isaksson Oscar Wendt Pierre Bengtsson Erik Johansson Alexander Milošević Kim Källström 72' Erkan Zengin 64' Sebastian Larsson Albin Ekdal Zlatan Ibrahimović 90+1' Marcus Berg | opstellingen | Vukašin Poleksić 58' Elsad Zverotić Žarko Tomašević Stefan Savić Dejan Damjanović 46' Mladen Kašćelan Nikola Vukčević Adam Marušić 75' Marko Simić Fatos Bećiraj Stefan Mugoša |
| Emil Forsberg 64' Pontus Wernbloom 72' Ola Toivonen 90+1' | wissels      | 46' Vladimir Boljević 58' Esteban Saveljić 75' Saša Balić |
| Kim Källström 68' Albin Ekdal 81' | gele kaarten | 48' Marko Simić 54' Žarko Tomašević 55' Vladimir Boljević 88' Nikola Vukčević                                                                                                  |

FSCG · A-internationals · Bondscoaches · Statistieken · Montenegrijns vrouwenelftal · Montenegro U21 · Montenegro U20 · Montenegro U19 · Montenegro U17 · Servië en Montenegro U19 · Servië en Montenegro U17
2003 – 2006** · 
2007 – 2009 · 
2010 – 2019 ·
2020 − 2029
EK 2008 · 
EK 2012 · 
EK 2016
WK 2006** · 
WK 2010 · 
WK 2014 · 
WK 2018
OS 2004** · 
OS 2008 · 
OS 2012 · 
OS 2016
2007 · 
2008 · 
2009 · 
2010 · 
2011 · 
2012 · 
2013 · 
2014 · 
2015 · 
2016 · 
2017 ·
2018 ·
2019 ·
2020 ·
2021 ·
2022 ·
2023
Albanië ·
Armenië ·
Azerbeidzjan ·
België · 
Bosnië en Herzegovina ·
Bulgarije ·
Colombia ·
Cyprus ·
Denemarken · 
Engeland ·
Estland ·
Faeröer ·
Finland ·
Georgië ·
Ghana ·
Gibraltar ·
Griekenland ·
Hongarije ·
Ierland ·
IJsland ·
Iran · 
Israël ·
Italië ·
Japan ·
Kazachstan ·
Kosovo ·
Letland ·
Libanon ·
Liechtenstein ·
Litouwen ·
Luxemburg ·
Moldavië ·
Nederland ·
Noord-Ierland ·
Noord-Macedonië ·
Noorwegen ·
Oekraïne ·
Oezbekistan ·
Oostenrijk ·
Polen ·
Roemenië ·
Rusland · 
San Marino ·
Servië ·
Slovenië ·
Slowakije ·
Tsjechië ·
Turkije ·
Wales ·
Wit-Rusland ·
Zweden ·
Zwitserland
Argentinië (2006) · 
Ivoorkust (2006) · 
Nederland (2006)
** - Onder de naam Servië en Montenegro
SvFF · A-internationals · Selecties · Bondscoaches · Zweeds vrouwenelftal · Olympisch elftal · Zweden U21 · Zweden U20 · Zweden U19 · Zweden U18 · Zweden U17 · Zweden U16 · Vrouwen U17
1908 – 1919 ·
1920 – 1929 ·
1930 – 1939 ·
1940 – 1949 ·
1950 – 1959 ·
1960 – 1969 ·
1970 – 1979 ·
1980 – 1989 ·
1990 – 1999 ·
2000 – 2009 ·
2010 – 2019 ·
2020 − 2029
EK 1960 · 
EK 1964 · 
EK 1968 · 
EK 1972 · 
EK 1976 · 
EK 1980 · 
EK 1984 · 
EK 1988 · 
EK 1992 ·
EK 1996 · 
EK 2000 ·
EK 2004 ·
EK 2008 ·
EK 2012 · 
EK 2016 · 
EK 2020
WK 1930 · 
WK 1934 ·
WK 1938 ·
WK 1950 ·
WK 1954 · 
WK 1958 ·
WK 1962 · 
WK 1966 · 
WK 1970 ·
WK 1974 ·
WK 1978 ·
WK 1982 · 
WK 1986 · 
WK 1990 ·
WK 1994 ·
WK 1998 · 
WK 2002 ·
WK 2006 ·
WK 2010 · 
WK 2014 · 
WK 2018
OS 1908 · 
OS 1912 · 
OS 1920 · 
OS 1924 · 
OS 1928 · 
OS 1932 · 
OS 1936 · 
OS 1948 · 
OS 1952 · 
OS 1956 · 
OS 1964 · 
OS 1968 · 
OS 1972 · 
OS 1976 · 
OS 1980 · 
OS 1984 · 
OS 1988 · 
OS 1992 · 
OS 1996 · 
OS 2000 · 
OS 2004 · 
OS 2008 · 
OS 2012 · 
OS 2016
1908 · 
1909 · 
1910 · 
1911 · 
1912 · 
1913 · 
1914 · 
1915 · 
1916 · 
1917 · 
1918 · 
1919 · 
1920 · 
1921 · 
1922 · 
1923 · 
1924 · 
1925 · 
1926 · 
1927 · 
1928 · 
1929 · 
1930 · 
1931 · 
1932 · 
1933 · 
1934 · 
1935 · 
1936 · 
1937 · 
1938 · 
1939 · 
1940 ·
1941 ·
1942 ·
1943 ·
1944  ·
1945 · 
1946 · 
1947 · 
1948 · 
1949 · 
1950 · 
1952 · 
1952 · 
1953 · 
1954 · 
1955 · 
1956 · 
1957 · 
1958 · 
1959 ·
1960 · 
1961 · 
1962 · 
1963 · 
1964 · 
1965 · 
1966 · 
1967 · 
1968 · 
1969 ·
1970 · 
1971 · 
1972 · 
1973 · 
1974 · 
1975 · 
1976 · 
1977 · 
1978 · 
1979 ·
1980 · 
1981 · 
1982 · 
1983 · 
1984 · 
1985 · 
1986 · 
1987 · 
1988 · 
1989 · 
1990 · 
1991 · 
1992 · 
1993 · 
1994 · 
1995 · 
1996 · 
1997 · 
1998 · 
1999 · 
2000 · 
2001 · 
2002 · 
2003 · 
2004 · 
2005 · 
2006 · 
2007 · 
2008 · 
2009 · 
2010 · 
2011 · 
2012 · 
2013 · 
2014 · 
2015 · 
2016 · 
2017 · 
2018 ·
2019 ·
2020 ·
2021
Albanië ·
Algerije ·
Argentinië ·
Armenië ·
Australië ·
Azerbeidzjan ·
Bahrein ·
Barbados ·
België ·
Bosnië en Herzegovina ·
Botswana ·
Brazilië ·
Bulgarije ·
Chili ·
China ·
Colombia ·
Costa Rica ·
Cuba ·
Cyprus ·
DDR ·
Denemarken ·
Duitsland ·
Ecuador ·
Egypte ·
Engeland ·
Estland ·
Faeröer ·
Finland ·
Frankrijk ·
Georgië ·
Griekenland ·
Hongarije ·
Ierland ·
IJsland ·
Iran ·
Israël ·
Italië ·
Ivoorkust ·
Jamaica ·
Japan ·
Joegoslavië ·
Jordanië ·
Kameroen ·
Kazachstan ·
Kosovo ·
Kroatië ·
Letland ·
Liechtenstein ·
Litouwen ·
Luxemburg ·
Maleisië ·
Malta ·
Mexico ·
Moldavië ·
Montenegro ·
Nederland ·
Nieuw-Zeeland ·
Nigeria ·
Noord-Ierland ·
Noord-Korea ·
Noord-Macedonië ·
Noorwegen ·
Oekraïne ·
Oezbekistan ·
Oman ·
Oostenrijk ·
Paraguay ·
Peru ·
Polen ·
Portugal ·
Qatar ·
Roemenië ·
Rusland ·
San Marino ·
Saoedi-Arabië ·
Schotland ·
Senegal ·
Servië ·
Singapore ·
Slovenië ·
Slowakije ·
Sovjet-Unie ·
Spanje ·
Syrië ·
Thailand ·
Trinidad en Tobago ·
Tsjechië ·
Tsjecho-Slowakije ·
Tunesië ·
Turkije ·
Uruguay ·
Venezuela ·
Verenigde Arabische Emiraten ·
Verenigde Staten ·
Verenigd Koninkrijk ·
Wales ·
Wit-Rusland ·
Zuid-Afrika ·
Zuid-Korea ·
Zwitserland
Brazilië (1958) ·
Duitsland (2006) ·
Duitsland (2018) ·
Engeland (2006) ·
Engeland (2012) ·
Engeland (2018) ·
Frankrijk (2012) ·
Griekenland (2008) ·
Ierland (2016) ·
Italië (2016) ·
Mexico (2018) ·
Oekraïne (2012) ·
Oekraïne (2021) ·
Paraguay (2006) ·
Polen (2021) ·
Rusland (2008) ·
Slowakije (2021) ·
Spanje (2008) ·
Spanje (2021) ·
Trinidad en Tobago (2006) ·
Zuid-Korea (2018) ·
Zwitserland (2018)